# Abarim
I monti Abarim (in ebraico הָעֲבָרִים‎?, Hā-Avārīm) sono una catena montuosa che attraversa la Giordania, a est e sud-est del Mar Morto, estendendosi dal Monte Nebo a nord fino al Deserto Arabico a sud.
All'interno della Bibbia, nella Tōrāh, gli Abarim sono citati in Numeri 27,12 e 33:44-48 e in Deuteronomio 32:49. La versione Vulgata di quest'ultimo passo, seguita da alcune traduzioni, rende il significato etimologico come "passaggi":
Gli Abarim, nella Bibbia, sono inoltre citati nei libri dei Profeti, da Geremia 22:20 ed Ezechiele 39,11, benché in quest'ultimo passo l'identificazione sia incerta, in quanto si parla piuttosto di una valle, che potrebbe essere quella dell'Arnon.